# Lithocarpus bancanus
Lithocarpus bancanus là một loài thực vật có hoa trong họ Fagaceae. Loài này được (Scheff.) Rehder mô tả khoa học đầu tiên năm 1929.